# Godfrey Harold Hardy
Godfrey Harold Hardy, FRS, angleški matematik, * 7. februar 1877, Cranleigh, grofija Surrey, Anglija, † 1. december 1947, Cambridge, grofija Cambridgeshire, Anglija.
Hardy je najbolj znan po svojem delu iz teorije števil in matematične analize.

## Življenje in delo
Njegov oče Isaac je bil univerzitetni blagajnik in učitelj filozofije na šoli v Cranleighu. Njegova mati je bila učiteljica na Lincolnovi pedagoški šoli. Oba starša sta bila nadarjena z nekaj matematičnega znanja, vendar sta izhajala iz revnih družin in nista mogla dobiti univerzitetne izobrazbe. Hardy je bil vedno znan kot Hardy, le nekaj njegovih najbližjih prijateljev ga je poznalo tudi pod imenom Harold. Njegovo naklonjenost do matematike je bilo zaznati že v otroški dobi. Ko je bil star dve leti, je napisal števila do milijon, v cerkvi pa se je zabaval s faktorizacijo zaporednih številk hvalnic.:116
Z 12. leti se je vpisal v šolo v Cranleighu z velikim uspehom. Bil je najboljši v svojem razredu v vseh predmetih, vendar je moral zaradi tega sprejemati nagrade, kar pa je le s težavo prenašal. V zaćetku ga matematika sploh ni zanimala, kakor je napisal sam: »Mislim, da kot deček nisem imel nobenega nagnjenja do matematike in je za mojo matematično pot slabo kazalo. O njej sem mislil le v obliki pisnih nalog in štipendijah. Želel sem si premagati druge in to je bil le najbolj prepričljiv način.« Res je leta 1889 pridobil štipendijo za Kolidž Winshester in se istega leta vpisal nanj. Winchester je bil tedaj najboljša šola za študij matematike v Angliji, čeprav je Hardy pozneje priznal, da je v šoli sovražil vse razen same snovi. Šola je bila kot vse javne šole surov kraj za sramežljivega mladeniča slabotnega videza kot je bil. Zanimivo je, da je imel v splošnem rad igre z žogo, še posebej pa kriket, ni pa med študijem nikoli telovadil in se je s težavo ukvarjal z neakademskimi dejavnostmi.
Že med študijem v Winchestru je dobil odprto štipendijo za Kolidž Trinity v Cambridgeu. Sem se je vpisal leta 1896. Tam ga je učil najbolj znan profesor R. R. Webb. Hardy je kmalu spoznal, da je osnova študija na izpitih dobiti le najboljše ocene z najmanj vloženega dela. Bil je šokiran, ko je odkril, da Webba sploh ni zanimala matematika, ampak samo ukane pri izpitih. Hardyju se je na kratko celo zazdelo, da bo pustil študij in se posvetil zgodovini. Uspel je zamenjati profesorja in od tedaj ga je poučeval A. E. H. Love. Za zahvalo Loveu je Hardy zapisal: »Moje oči je prvi odprl profesor Love, ki me je naučil prva poglavja in mi podal prvo resno predstavo matematične analize. Največ pa mu dolgujem, ko me je prijazno napotil na branje Jordanove Cours d'analyse. Nikoli ne bom pozabil presenečenja s katerim sem bral to izredno delo, prvi navdih toliko matematikov moje generacije. Takrat sem prvič spoznal kaj matematika v resnici je.«
Hardy je leta 1903 prejel magisterij, tedaj najvišjo akademsko stopnjo na angleških univerzah. Od leta 1906 je bil predavatelj, kjer je šest ur na teden predaval. Leta 1919 je zapustil Cambridge in leta 1920 kot Savileov profesor geometrije nasledil Essona na Univerzi v Oxfordu. V letu 1931 se je vrnil v Cambridge, kjer je bil do leta 1942 profesor Sadleirove čiste matematike.
Hardy z vpeljavo strogosti velja za prenovitelja britanske matematike. Značilnost matematične strogosti so prej imele francoska, švicarska in nemška matematika. Britanski matematiki so v veliki meri delovali na področju uporabne matematike zaradi Newtonovega zavirajočega slovesa. Hardy je bil bolj naklonjen francoski matematiki in je vztrajno podpiral svoje pojmovanje čiste matematike, še posebej proti hidrodinamiki, ki je bila pomemben del cambriške matematične šole.
Od leta 1911 je sodeloval z Littlewoodom v obsežnem delu v matematični analizi in analitični teoriji števil. To in še mnogo več je vodilo do kvantitativnega napredka pri Waringovem problemu, kot del Hardy-Littlewoodove krožne metode, ki je postala znana. V teoriji praštevil sta dokazala več izrekov in pogojnih rezultatov. To je bil pomemben činitelj v razvoju teorije števil kot sistema domnev - zgleda sta prva in druga Hardy-Littlewoodova domneva. Hardyjevo sodelovanje z Littlewoodom je eno najuspešnejših in znanih sodelovanj v zgodovini matematike. Leta 1947 je danski matematik Harald Bohr v predavanju dejal: »Dandanes obstajajo resnično veliki angleški matematiki: Hardy, Littlewood in Hardy–Littlewood.«:xxvii
Hardy je znan tudi po formulaciji Hardy-Weinbergovega načela, osnovnega načela populacijske genetike, neodvisno od Weinberga leta 1908. Z genetikom Punnettom, ki mu je predstavil problem, je igral kriket, tako da je Hardy nevede postal ustanovitelj veje uporabne matematike.
Prišel je do prvih dosežkov drugega dela Goldbachove domneve. V svoji odlični knjižici Matematikovo opravičilo (A Mathematician's Apology) je leta 1940 zapisal: »«Resnična matematika nima nobenih vplivov na vojno. Doslej še ni nihče odkril, za kakšne vojne namene bi se mogla uporabiti teorija števil ali relativnostna teorija. Tudi se zdi zelo verjetno, da bo kdo v doglednem času kaj takega storil.« V isti knjigi je trdil: »Nikoli nisem naredil nič 'koristnega'. Nobeno moje odkritje ni in najbrž tudi ne bo imelo posredno ali neposredno, v dobrem ali slabem, najmanjšega vpliva na blaginjo sveta.« V knjigi je zapisal: »Matematikovi vzorci, podobno kot je to pri slikarju ali pesniku, morajo biti lepi, ideje, tako kot barve ali besede, se morajo povezovati v harmonijo. Lepota je prvi preskus: grda matematika se ne more trajno obdržati. Res je izredno težko definirati matematično lepoto, toda tako je z vsako lepoto. Ne da bi vedeli, kaj je lepa pesem, jo prepoznamo, ko jo beremo.« Poklicni matematiki soglašajo, da je najpomembnejši še nerešen problem matematike Riemannova domneva. To je seveda prav dobro vedel tudi Hardy. Nekoč je namreč trajekt, s katerim je potoval po Severnem morju od Skandinavije v Veliko Britanijo, zajel strahoten vihar. Takrat je Hardy poslal svojemu sodelavcu razglednico (z nedvoumnim namigom na slovito de Fermatovo opombo) s sporočilom: »Dokazal sem Riemmanovo domnevo. Tvoj G. H. Hardy.« Veliki matematik je namreč menil, da ga tako Bog ne bo pogubil, saj mu ne bi privoščil nezaslužene slave, da je dokazal Riemmanovo domnevo. No, čeprav je bil Hardy prepričan ateist, je neurje preživel in ni zaslovel s svojo različico de Fermatove opombe. Riemmanova domneva pa je še danes nerešen problem.
Prišel je do pomembnega rezultata v zvezi z ničlami Riemannove funkcije ζ (s), ko je dokazal, kar je bilo vse prej kot preprosto, da ima neskončno mnogo ničel Riemannove funkcije realni del enak 1/2. To seveda ne pomeni, da ne obstajajo ničle - lahko jih je celo neskončno mnogo - z drugačnim realnim delom.
Njegova izbrana dela je založba Oxford University Press objavila v sedmih knjigah.

## Izbrana dela
- Hardy, Godfrey Harold (1940). A Mathematician's Apology. Cambridge: University Press. ISBN 9780521427067. (nova izdaja 2012)
- Hardy, Godfrey Harold (1940). Ramanujan. London: Cambridge University Press. ISBN 0-8218-2023-0. Ams Chelsea Pub. (25. november 1999.
- Hardy, Godfrey Harold; Wright, E. M. (2008) [1938].  Heath-Brown, D. R.; Silverman, J. H. (ur.). An Introduction to the Theory of Numbers (6. izd.). Oxford: Oxford University Press. ISBN 978-0199219858.
- Hardy, Godfrey Harold (1952) [1908], A Course of Pure Mathematics (10. izd.), Cambridge: University Press, ISBN 978-0521720557 (nova izdaja 2008)
- Hardy, Godfrey Harold (1949), Divergent Series, Oxford: Clarendon Press, xvi+396, ISBN 978-0821826492, MR0030620
- Hardy, Godfrey Harold; Littlewood, John E.; Londonsko matematično društvo (1966). Collected papers of G.H. Hardy; including joint papers with J.E. Littlewood and others. Oxford: Clarendon Press. OCLC 823424.
- Hardy, Godfrey Harold; Littlewood, John E.; Pólya, George (1952) [1934]. Inequalities (2. izd.). Cambridge: Cambridge University Press. ISBN 978-0521358804.

## Priznanja

### Nagrade
Kraljeva družba iz Londona mu je leta 1920 za njegove raziskave v čisti matematiki podelila svojo Kraljevo medaljo. Leta 1940 mu je podelila Sylvestrovo medaljo, leta 1947 pa Copleyjevo medaljo.

### Poimenovanja
Po njem se imenuje asteroid glavnega pasu 24935 Godfreyhardy.